# Impasse Sainte-Monique
L'impasse Sainte-Monique est une voie située dans le quartier des Grandes-Carrières du 18e arrondissement de Paris.

## Origine du nom
Elle porte le nom de sainte Monique.

## Historique
Ancienne « impasse Saint-Augustin », du nom de saint Augustin d'Hippone qui était le fils de sainte Monique, elle prend son nom actuel par un arrêté du 1er février 1877, avant de devenir une voie publique et d'être classée dans la voirie parisienne par un arrêté municipal du 9 janvier 1995.